# Kružlov
Kružlov es un municipio del distrito de Bardejov en la región de Prešov, Eslovaquia, con una población estimada a final del año 2024 de 981 habitantes.
Se encuentra ubicado en el centro-norte de la región, cerca del río Topľa (cuenca hidrográfica del río Tisza) y de la frontera con Polonia.

## Demografía
| Año        | 1994 | 2004    | 2014    | 2024    |
| ---------- | ---- | ------- | ------- | ------- |
| Población  | 1011 | 1006    | 1041    | 981     |
| Diferencia |      | −0,49 % | +3,47 % | −5,76 % |

| Año        | 2023 | 2024    |
| ---------- | ---- | ------- |
| Población  | 991  | 981     |
| Diferencia |      | −1,00 % |